# 卡诺西奥圣母朝圣所
卡诺西奥圣母朝圣所（Santuario della Madonna del Transito）是一座天主教的宗座圣殿，位于意大利翁布里亚大区佩鲁贾省 卡斯泰洛城以西12公里的卡诺西奥村，海拔449米处俯瞰台伯河的山顶上，
1348年，雅各伯的约翰在卡诺西奥山顶建了一座圣母升天小堂，以感谢圣母保佑逃脱了肆虐的瘟疫。1406年，小堂第一次扩建。 

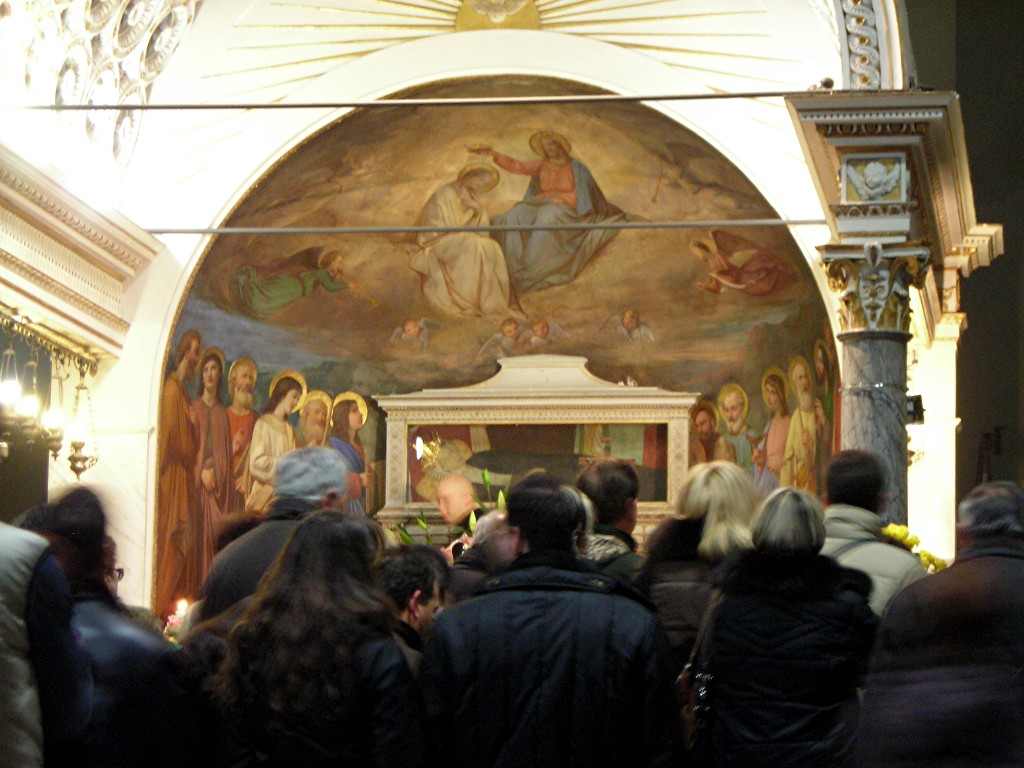
湿壁画

堂内有锡耶纳画派的湿壁画“圣母玛利亚”。1854年，司铎祈祷会神父皮卡迪尼提议在该地建造一座新教堂，以提醒人们注意同年确立的圣母无染原罪教义。
现在的教堂由建筑师埃米利奥·德·法布里斯（1803-1883）建于1855-1878年，拉丁十字平面，三个中殿。佛罗伦萨人朱塞佩·卡斯特卢奇于1905年完成了具有特色的多立克-托斯卡纳门廊。
1998年9月6日，教宗若望保禄二世将该堂升格为宗座圣殿。从2006年到2016年，该圣地由无原罪方济各会修道院管理。2016年，改由教区神父管理。
每年的8月15日，该堂会举行隆重的庆祝活动。